# 失神
失神（しっしん、英語: syncope）とは、何らかの原因で脳(特に大脳皮質全体あるいは脳幹の血流)が瞬間的に遮断されることによっておこる一過性の瞬間的な意識消失発作である。医学用語としては失神の語が用いられるが、一般には気絶（きぜつ）、卒倒（そっとう）とも言われる。

## 解説
通常は数分で回復し、意識障害などの後遺症を起こすことはない。失神が起こる前に、目の前が真っ暗になる感じや、めまい感、悪心といった前兆(前失神)がみられることもある。その後顔面蒼白となり、ついに意識が消失する。また、失神の発作は、立っている時に起こることが多い。ただし、座位で発症する場合が30-40%あり、たとえば背もたれのある椅子に座った状態で失神すると寄りかかったまま意識を失い、失神が長く続く原因となる。失神が立位で発症する場合にも、突然に血圧が低下して転倒する場合、徐々に血圧が低下して、くず折れるように座り込む場合など、発症時の様子は様々である。
失神で意識を失っている時間は通常、数十秒から数分間と比較的短い時間であり、その後は自然に意識が戻り何らかの後遺症が残ることはないが、以下のような場合には注意が必要である。
- 意識は取り戻したが通常通りに活動ができない、様子がおかしい
- しばらく呼んだり強く叩いたりしても、意識を取り戻さない

このような場合には、脳などに重篤な病気が起こっている危険性があるため、救急車の要請が必要である。
失神は横から見るととても恐ろしいものだが、意外にも疫学的には比較的良性の症状である。すでに心臓病を患っており、失神している場合は、すぐに医師の診察を受けること。

## 原因分類
発症機序のよって、「起立性低血圧」「反射性（神経調節性）失神」「心原性（心血管性）失神」の 3つに大別される。
1. 起立性低血圧による失神
  1. 原発性自律神経障害
純型自律神経失調症、多系統萎縮、自律神経障害を伴うパーキンソン病、レビー小体型認知症
  2. 続発性自律神経障害
糖尿病、アミロイドーシス、尿毒症、脊髄損傷
  3. 薬剤性
アルコール、血管拡張薬、利尿薬、フェノチアジン、抗うつ薬
  4. 循環血液量減少
出血、下痢、嘔吐等
2. 反射性（神経調節性）失神
  1. 血管迷走神経性失神
    1. 感情ストレス（恐怖、疼痛、侵襲的器具の使用、採血等）
    2. 起立負荷

  2. 状況失神
    1. 咳嗽、くしゃみ
    2. 消化器系（嚥下、排便、内臓痛）
    3. 排尿（排尿後）
    4. 運動後
    5. 食後
    6. その他（笑う、金管楽器吹奏、重量挙げ）

  3. 頸動脈洞症候群
  4. 非定型（明瞭な誘因がない/発症が非定型）
3. 心原性（心血管性）失神
  1. 不整脈（一次的要因として）
    1. 徐脈性：洞機能不全（徐脈頻脈症候群を含む）、房室伝導系障害、ペースメーカ機能不全
    2. 頻脈性：上室性、心室性（特発性、器質的心疾患やチャネル病に続発）
    3. 薬剤誘発性の徐脈、頻脈

  2. 器質的疾患
    1. 心疾患 ：弁膜症、急性心筋梗塞/虚血、肥大型心筋症、心臓腫瘤（心房粘液腫、腫瘍等）、心膜疾患（タンポナーデ）、先天的冠動脈異常、人工弁機能不全
    2. その他：肺塞栓症、急性大動脈解離、肺高血圧

### 失神と鑑別を要する意識障害の原因
失神の診断・治療ガイドライン2012年改訂版では、下記との鑑別が必要とされている。
1. 意識消失（完全から不完全）を来すが、脳全体の低灌流を伴わないもの
  1. てんかん
  2. 代謝性疾患（低血糖、低酸素血症、高二酸化炭素血症を伴う過呼吸）
  3. 中毒
  4. 椎骨脳底動脈系の一過性脳虚血発作
2. 意識消失を伴わないもの
  1. 脱力発作 (cataplexy)
  2. 転倒発作 (drop attacks)
  3. 転倒
  4. 機能性（心因性）
  5. 頸動脈起源の一過性脳虚血発作

## 失神のマネジメント
大脳皮質全体、あるいは脳幹の血流が瞬間的に遮断されるような病態で失神は起こる。頻度としてはほとんどが循環器疾患である。脳血管障害、特にTIAによるものは非常に稀である。これは解剖学によって説明ができる。大脳皮質全体の血流を遮断するには脳を灌流する4本の血管（左右の内頚動脈と椎骨動脈）を同時に遮断しなければならない。血管病変では、これは非常に可能性が低い。事実、多くの格闘技でいわゆる絞め技でも瞬時に相手を失神させることはできないことから明らかである。例外として脳底動脈が遮断された場合は失神を起こしえる。症状が意識障害のみではTIAの診断基準を満たすことはできない。脳底動脈領域のTIAの場合は意識消失の前または後に神経脱落症状（多くは複視、片麻痺、小脳失調、脳神経所見）が認められるのが一般的である。
失神で特に危険なのは致死的不整脈、すなわち心室細動や心室頻拍が一過性に起こった場合である。致死的不整脈による失神は本当に瞬時に起こるため受け身をとることができない。そのため顔面外傷などの合併をみたら念入りに心疾患を探さなければならない。失神の患者を診る場合は必ず失神の原因検索（大抵は不整脈が原因なのでまずは心電図、必要なら不整脈の原因となる心疾患を検索する）と外傷検索を同時に行うことである。特に頭部打撲ではネックカラーによる固定、必要ならばJATECプロトコールにて対処を行う。わずかながら存在する脳血管性の失神の場合は失神後、頭痛や麻痺などの症状が伴う場合が多い。このような神経学的異常や頭部外傷を認める場合は頭部CTも施行する価値はあるがルーチンとしては特に必要ではない。失神後痺れを訴える患者などでは非常に悩ましい。近年、脳ドック普及などによって微小梗塞が数多く指摘されるようになり、それに伴い痺れを脳梗塞の前駆症状ととらえる人もいる。しかし基本的に痺れはほとんどの場合は脳血管障害と関係はないとされている。
重要な情報としては病歴に疼痛、悪心、下痢、吐血、下血、メレナなどがあるか、バイタルサインの動き、眼瞼結膜の貧血、頸動脈狭窄音、心雑音、直腸診による便潜血などがある。検査としては一般的な検査のほかに血糖、ラピチェック、トロップT、D-ダイマーを測定することが望ましい。血液ガスにて代謝性アシドーシスがないということは痙攣との鑑別となる。
救急室では34%もの失神の原因が不明となってしまうとされている。厳密な原因の分析が困難な場合は重篤な疾患のスクリーニングを行う場合がある。この時に重要視する失神の原因は大きく分けると4つであり、心血管性失神、起立性失神（特に出血、脱水、貧血）、血管迷走神経反射性失神、薬剤性失神である。これらの原因のスクリーニングとしては心電図、血算、妊娠反応がよく用いられる。
失神の患者は重篤な不整脈がある可能性があるので原則としては入院が必要である。ただし、神経原性失神、起立性低血圧、飲酒時の失神、心因性失神と診断がついていればそのまま帰すことができる。またこれらの診断のみならば予後が変化することはない（見落としがなければ）。高齢者の場合は入念な精査が必要になる場合もあるので、入院を念頭に置いた方が無難だとされている。

### 心血管性失神
心血管性失神であった場合は1年後の突然死のリスクが18 - 33%もあるため最も重要な原因のひとつである。心血管性失神を除外できない場合は入院が必要となることがある。心血管性失神の赤旗徴候（red flag）としては以下の項目が知られている。
- 前駆症状（神経脱落症状など）のない5秒以内の意識消失
- 仰臥位発症、労作時発症
- 失神の前に胸痛、動悸、息切れが伴った場合
- 65歳以上
- 心疾患のリスクや心不全がある場合
- 突然死の家族歴
- 心電図異常

心電図異常には心室性不整脈、MobizⅡ型やⅢ度房室ブロック、虚血性変化、QT延長症候群、徐脈性心房細動、脚ブロック、WPW症候群などであり非特異的ST変化は含めないことが多い。リスクの評価としては予後分析であるOESIL risk scoreや入院適応を決めるサンフランシスコルールというものが知られている。
OESIL risk score
65歳以上、既往歴で心疾患、前駆症状なし、心電図異常ありがそれぞれリスクとなり、その数によって生存率が分かれる。該当項目が0個ならば1年後死亡率0%、1個ならば0.8%、2個ならば19.6%、3個ならば34.7%、4個ならば57.1%となっている。
サンフランシスコルール
収縮期血圧90mmHg以下、息切れ、鬱血性心不全の既往、心電図異常（洞調律以外、以前の心電図より変化）、ヘマトクリット30%以下のうちいずれも認めない場合は入院精査を行わなくてもよい。
肺梗塞、大動脈解離の否定にはDダイマーの測定が有効とされている。

### 起立性失神
特に出血、脱水、貧血が重要な原因となる。出血の原因としては女性器、消化器が最も頻度は高い。潰瘍の既往、タール便、血便の有無、肝硬変、生理の状態は確認する。起立性失神の場合は起立後3分以内にバイタルサインの変動が認められることが多く、血圧が20mmHg以上低下したり収縮期血圧が90mmHg以下になったり眼前暗黒感を訴えたりする。起立試験は救急室でも施行が可能である。
急性期出血の場合はHbの低下を伴わないことが多い。潰瘍の既往があった場合、心窩部痛や圧痛がある場合、頻脈を認めた場合は経鼻胃管を用いて胃からの出血を確認することができる。また直腸診にて消化管出血を確認することが多い。

### 血管迷走神経反射性失神
頻度としては最も多く、予後は最も良い。立位や座位で発症することが多い。長時間の起立、疼痛、驚愕、怒り、予測外の視覚、聴覚刺激、排便、排尿、咳、ストレスが先行する場合が多い。老人は食後の頭部挙上状態で起こりやすい。またアルコールや睡眠薬の使用も血管迷走神経反射性失神を起こしやすい。酔っ払いが居酒屋のトイレで排尿し失神したといった病歴が典型的である。「学校の朝礼などで生徒が貧血で倒れた」などの事例も貧血の場合もあればこの血管迷走神経反射性失神の事もある。
近年は原因不明の失神の約50%が神経調節性失神ではないかとされている。これは血管迷走神経反射性失神、状況失神、経動脈過敏症、自律神経失調症、POTS（post-orthostatic Tachycardia Syncope）が含まれる概念である。ヘッドアップティルト試験にて診断がつくが、ティルト後約45分ほどのモニターが必要であり救急室では診断はまず不可能である。

### 薬剤性失神
起立性低血圧を起こすもの、QT延長症候群をおこすもの、徐脈を起こすものが原因となりやすい。
起立性低血圧を起こすもの
α遮断薬、硝酸薬、利尿薬、降圧薬、抗パーキンソン病治療薬、睡眠薬、抗精神病薬、抗うつ薬、抗不安薬などが知られている。
QT延長症候群をおこすもの
Ⅰa抗不整脈薬、マクロライド系抗菌薬、三環系抗うつ薬、抗アレルギー薬、有機リン、ハロペリドールなど。
徐脈を起こすもの
ジギタリス、β遮断薬、カルシウム拮抗薬など。
失神の原因は多岐にわたるため、海外ではSyncope Unitと呼ばれる専門の診療部門を設置している病院がある。日本では「失神外来」などの専門外来のある病院もあるが、通常は循環器内科・神経内科・一般内科などが診療することが多い。

## 主な失神の原因疾患
失神患者は、救急室受診者の3%を占める。一般の市民を対象としたフラミンガム研究によると、26年間に失神歴を有した人は、男性3.0%、女性3.5%であった。失神の原因としては2000年代中盤のデータでは反射性（36 - 62%）、心原性(10 - 30%)、起立性(2 - 24%)、脳血管性(1%)とされている。
心原性失神
心拍出量の減少により脳血流が減って起こす失神。原因疾患は多く、洞不全症候群・房室ブロック・上室性頻拍・心室頻拍・心停止・大動脈弁狭窄・肥大型心筋症・急性心筋梗塞・ファロー四徴症・左房粘液腫などがある。
血管性失神
急性大動脈解離や腹部大動瘤破裂、肺塞栓症などでおこる。大動脈解離や腹部大動脈瘤破裂は疼痛や身体診察などで特徴づけられるが肺塞栓症の診断はよほどエピソードが特徴的でないと診断が難しい。しかし、肺塞栓症の14%は失神が初発であるというデータもある。もしD-ダイマーの迅速キットがあれば診断は容易になる。急性大動脈解離、静脈血栓塞栓症においてD-ダイマーの感度は100%である。すなわち、陰性ならばこれらの疾患をほぼ否定できる。
神経心原性失神
迷走神経反射などとかつては言われていたが、迷走神経以外の副交感神経の反射でも起こるので近年は神経心原性とか反射性ということが多い。基本的には失神をおこした状況によって疑いをかける。典型的には徐脈かつ低血圧であり、神経学的異常は認められず、検査によって他の疾患が否定できたときに診断できる。神経心原性失神の場合は点滴のみで改善できる。必要があれば硫酸アトロピンを0.5mg静注してもよい。全体としては交感神経機能の減退や糖尿病の合併がある高齢者の方が多い。排便時の迷走神経反射、排尿時の仙髄副交感神経反射、咳による舌咽神経反射、採血の迷走神経反射なども有名である。また、オーガズムによって起こることもある。
血管迷走神経反射性失神
略称VVR。最も頻度が高く、健康人にも起こる。若年者に多い。強い痛みや精神的ショックや情緒的ストレスが誘引となり、交感神経の活動が亢進、頻脈が起こる一方、静脈床に血液が貯留する。このため静脈還流量が減少し、逆に副交感神経が優位となり、血管拡張・徐脈となり、脳血流が低下、失神が起こる。病歴・身体所見には異常を認めない。臥位ではまず起こらない。
起立性低血圧
薬剤やニューロパチーなどによる自律神経異常があることが多いが、基礎疾患として糖尿病やパーキンソン病などがあることもある。
頚動脈洞性失神
頚動脈洞が過度に過敏な場合、頚部の刺激によって起こる。ネクタイを締めたり、後ろを振り向いたりするだけで起こることもある。50歳以上の男性に多い。頚動脈洞の圧受容器の圧迫によって、副交感神経が興奮し、房室ブロックや洞停止、血管拡張を起こすことによって失神する。
胸腔内圧上昇による失神
遷延する咳発作の持続中や直後にみられる咳失神は、基礎に慢性閉塞性肺疾患を持つ男性に多い。他に、前立腺肥大症や膀胱通過障害を持つ男性に多い、排尿中や排尿後に起こる排尿失神等がある。
過換気症候群
過換気による動脈血炭酸ガス分圧低下により脳血管の収縮がおこり、そのために脳血流が減少して起こる失神である。めまいを起こすが失神にまでは至らないことが多い。
神経原性失神
椎骨脳底動脈循環不全や、脳底動脈型片頭痛でも失神が起こることがある。脳底動脈型片頭痛では、脳幹障害症状や錯乱も見られ、思春期の女性にまれに起こる。
低血糖発作
糖尿病の治療の有無の問診だけでなく、血糖値測定は心電図と共に施行することが必要である。
低容量性失神
脱水や出血がある場合は起こりえる。いずれも高齢者に多い。出血の場合はメレナ（出血による黒い便）や腹痛の有無を確認する。
嚥下性失神
食物を飲み込むと発生する。

## 関連文献
日本語のオープンアクセス文献
- 荒木五郎 「失神」『日本内科学会雑誌』 1990年 79巻 4号 p.480-485, doi:10.2169/naika.79.480
- 千葉健一, 東儀英夫 「失神とは」『日本内科学会雑誌』 1995年 84巻 4号 p.512-515, doi:10.2169/naika.84.512
- 黒岩義之 「失神患者の診かたと検査」『日本内科学会雑誌」 1995年 84巻 4号 p.533-538, doi:10.2169/naika.84.533
- 堀進悟「失神の鑑別と治療」『心臓』第48巻第5号、日本心臓財団、2016年、573-576頁、doi:10.11281/shinzo.48.573。